# Totojärvi
Totojärvi är en sjö i Letala i Egentliga Finland. Sjöns area är 0,75 hektar.